# Дриобаланопс
Дриобаланопс (лат. Dryobalanops) — род цветковых растений семейства Диптерокарповые (Dipterocarpaceae). 
Название происходит от греческого dryas = нимфа, которую связывают с дубами и balanops = жёлудь. 
В род входят семь видов деревьев. Эти деревья, высота которых может достигать 80 м, являются источником древесины под названием капур, а вид D. aromatica ранее был важным источником камфоры. Распространены они в тропических лесах Суматры, Малайзии и Борнео. Для них характерна застенчивость кроны.

## Виды
Род включает не менее семи видов.
- Dryobalanops aromatica J.F.Gmel. — Дриобаланопс ароматный, или Камфорное дерево[4]
  - [syn.  Dryobalanops sumatrensis (J.F.Gmel.) Kosterm.]
- Dryobalanops beccarii Dyer
- Dryobalanops fusca Slooten
- Dryobalanops keithii Symington
- Dryobalanops lanceolata Burck
- Dryobalanops oblongifolia Dyer
- Dryobalanops rappa Becc.